# Abdullah Karabasz
Abdullah Karabasz, ros. Абдулла Карабаш (ur. ?, zm. ?) – krymskotatarski kolaborant podczas II wojny światowej, dowódca Grupy Bojowej "Krym" Wschodniotureckiego Związku Bojowego SS
W latach 30. ukończył studia w Instytucie Pedagogicznym w Symferopolu, a następnie zrobił aspiranturę. Pracował jako referent w Radzie Komisarzy Ludowych (Sownarkomie) Krymu. Po ataku wojsk niemieckich na ZSRR 22 czerwca 1941 r., pozostał na okupowanym Krymie. Od stycznia 1942 r. był agitatorem i werbownikiem Tatarów krymskich do kolaboracyjnych oddziałów zbrojnych w służbie niemieckiej z ramienia Symferopolskiego Komitetu Muzułmańskiego. W maju 1944 r. wraz z wojskami niemieckimi ewakuował się do Rzeszy. W poł. grudnia tego roku w stopniu Waffen-Hauptsturmführera SS objął dowództwo Grupy Bojowej "Krym" w składzie Wschodniotureckiego Związku Bojowego Waffen-SS. Od marca 1945 r. był przedstawicielem Tatarów krymskich przy Wołgotatarskim Komitecie Narodowym. Jego dalsze losy po zakończeniu wojny są nieznane.